# الخالدون الثمانية

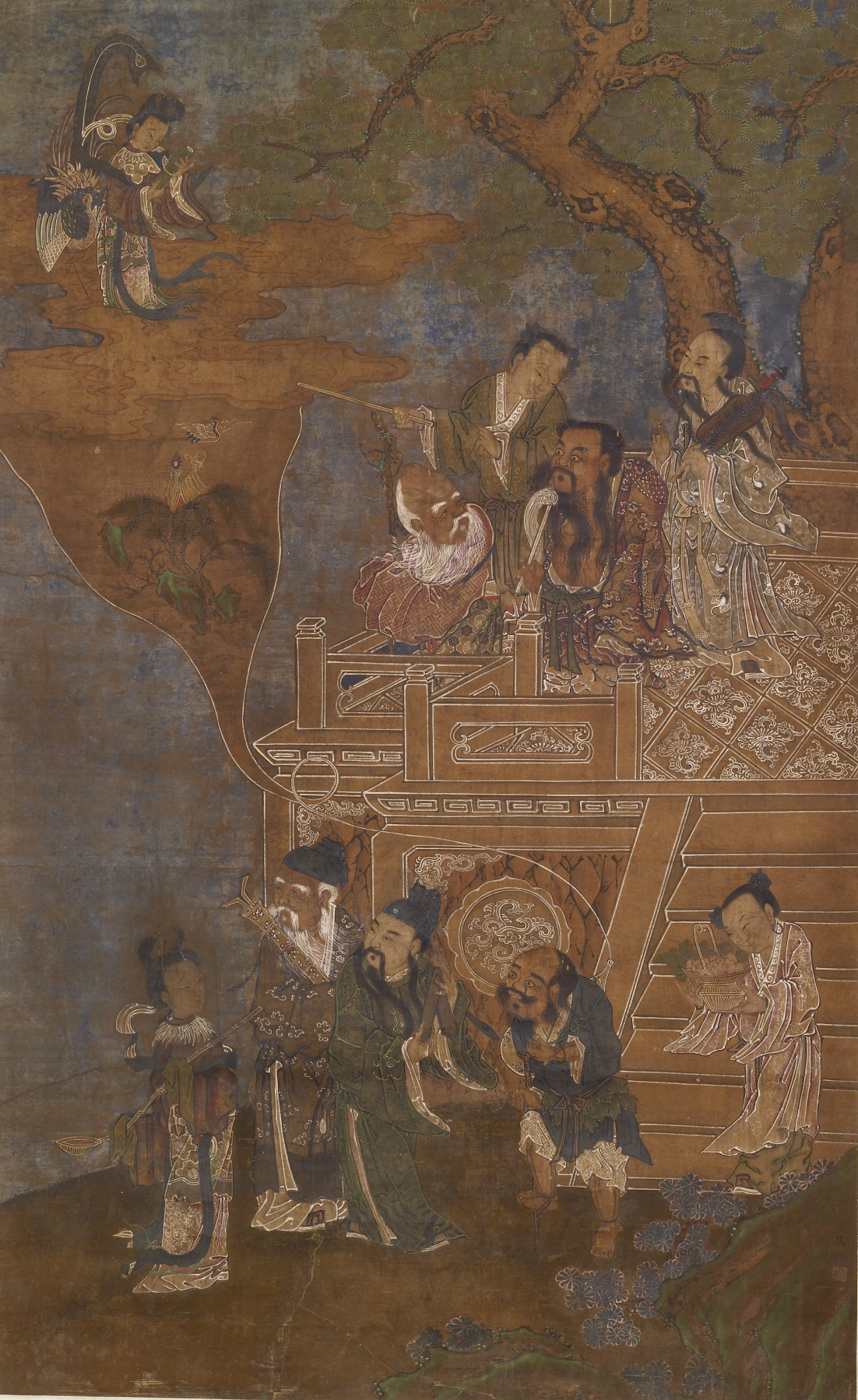
الثمانية الخالدين

الثمانية الخالدون (بالإنجليزية: The Eight Immortals)‏ أو البا كسيان Ba Xian هم مجموعة من الزيان الأسطوريين أي «الخالدين» في الأساطير الصينية. يمكن نقل كل قوة خالدة إلى وعاء (法器) يمكنه أن يمنح الحياة أو يدمر الشر. وتسمى هذه الاوعية الثماني معًا بـ «الخالدون الثمانية الخفيين» (暗八仙). ويقال أن معظمهم ولدوا في أسرة تانغ أو شانغ. يحترمهم الطاويون وهم أيضًا عنصر شائع في الثقافة الصينية العلمانية. يقال أنهم يعيشون على مجموعة من خمس جزر في بحر بوهاي، والتي تشمل جبل بنغلاي.
و«الثمانية الخالدون» في الميثولوجيا الطاوية، ومنهم آلهة مشهورون، هم رمز الحظ الطيب في كل الصين. فهم يمثلون الظروف المختلفة للحياة: الصبا والشيخوخة والثروة والشعبية والنبل والذكورة والأنوثة. والمخطوطات الأولى ترجع إلى أسرة تانغ (بواكير القرن السابع الميلادي) ولكنها لم تجمع إلا في أسرة مينغ (التي تأسست في عام 1368). وهم موضوع مفضل عند الفنانين رسموهم على المراوح اليدوية والبورسلين. وقد برزوا كثيرًا في الأعمال الأدبية.

## أسماء الخالدين
الخالدون هم:
- هي هيانغو (何仙姑) هي الانثى الوحيدة من بين الخالديين.
- تساو غويجو (曹國舅)، ممثل أو امير.
- لي تياغواي (李鐵拐)، يعتبر ذكراً خالداً يعاني أيضًا من اضطراب عقلي.
- لان كايهي (藍采和)، هذا الخالد بالذات غامض الجنس أو عابر جنسي.
- لو دونجبين (呂洞賓)، يعتبر قائد الخالديين.
- هان شيانغتسى (韓湘子)، وهو فنان مزمار بين الثمانية.
- زهانغ غولاو (張果老)، وهو مرتبط بالشيخوخة.
- زهونغالي كوان (鍾離權)، وهو مرتبط بالموت.

في الأدب قبل السبعينيات، تُرجمت في بعض الأحيان إلى ثمانية جينات. وصف لأول مرة في سلالة يوان، ربما تم تسميتهم على اسم ثمانية علماء خالدين من الهان.

## في الفن
إن عادة تصوير البشر الذين أصبحوا خالدين هي ممارسة قديمة في الفن الصيني، وعندما اكتسبت الطاوية الدينية شعبية، سرعان ما انتشر هذا التقليد مع خالديه. بينما تعود الطوائف المخصصة لمختلف الخالدين الطاويين إلى سلالة هان، ظهر الثمانية الشهيرون لأول مرة في سلالة جين. يصور فن مقابر جين في القرنين الثاني عشر والثالث عشر مجموعة من ثمانية خالدين طاويين في جداريات ومنحوتات. أصبحوا معروفين رسميًا باسم الثمانية الخالدين في كتابات وأعمال فنية من المجموعة الطاوية المعروفة باسم الإدراك الكامل (Quanshen). أشهر تصوير فني للخالدين الثمانية من هذه الفترة هو لوحة جدارية لهم في معبد الفرح الأبدي (Yongle Gong) في رويتشينغ Ruicheng.
يعتبر الخلدون الثمانية علامات على الازدهار وطول العمر، لذلك فهم أحد أهم المواضيع والنقاشات الشائعة في الفن القديم والعصور الوسطى. كانوا موجودين في الزينة على مزهريات السيلادون. كانوا أيضًا شائعين في المنحوتات المملوكة للنبلاء. ومع ذلك، كان مظهرهم الأكثر شيوعًا في اللوحات. غالبًا ما تم تصويرهم إما معًا في مجموعة واحدة، أو بمفردهم لإعطاء مزيد من التقدير لهذا الخالد المحدد.

## في كيغونغ وفنون الدفاع عن النفس
علاوة على ذلك، فقد تم ربطها بالتطوير الأولي لتمارين كيغونغ مثل القطيفة الثمانية القطع. هناك بعض أنماط فنون الدفاع عن النفس الصينية سميت نسبة لهم، والتي تستخدم تقنيات القتال التي تعزى إلى خصائص كل الخالد. بعض أنماط الملاكمة في حالة السكر تستخدم على نطاق واسع النماذج الثمانية الخالدون للتكييف، كيغونغ / التأمل والتدريب القتالي. قسم فرعي واحد من تدريب قبضة بايينغ كوان يشمل منهجيات لكل من الخالدين الثمانية.

## تصوير في الثقافة الشعبية

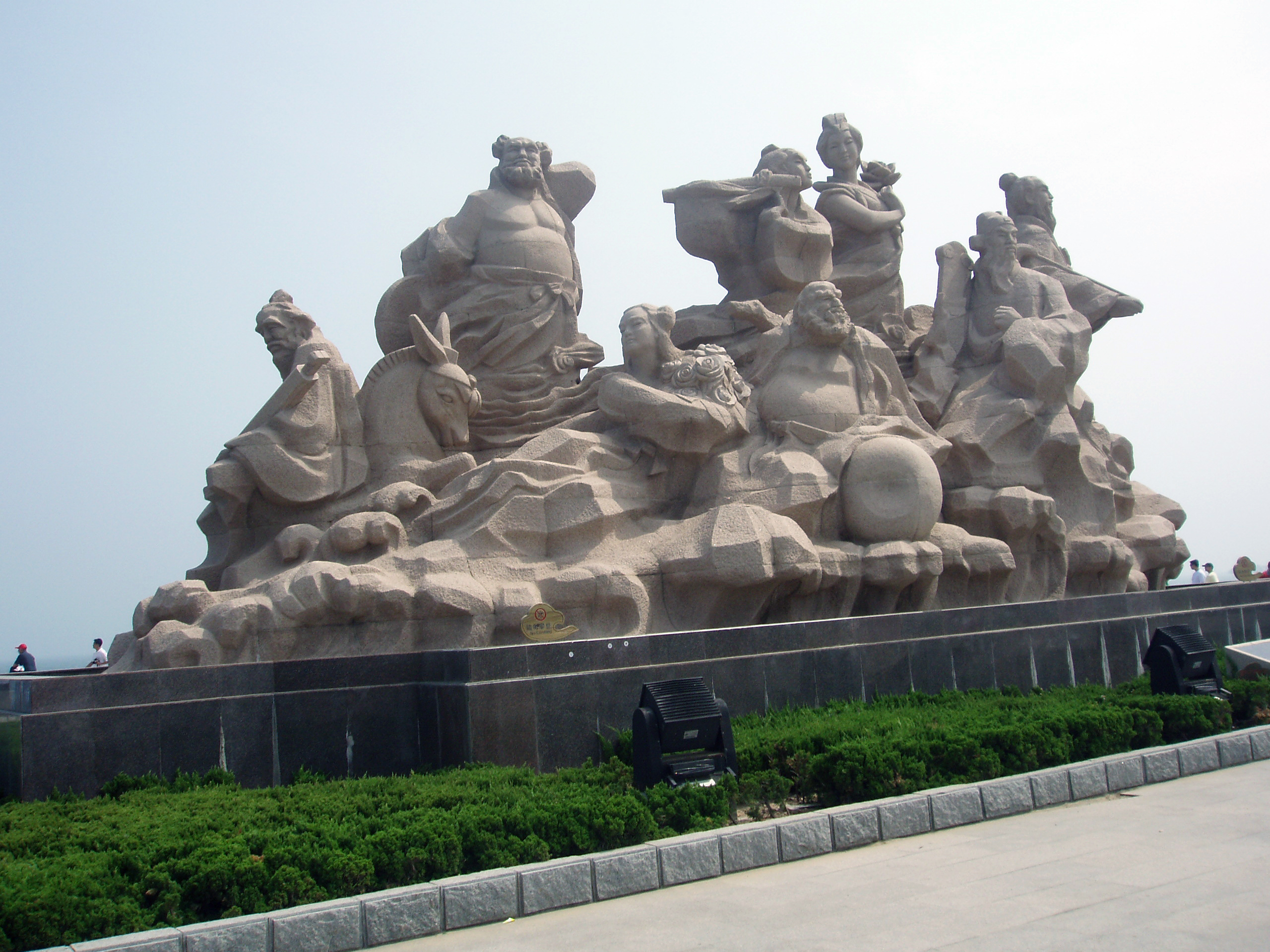
تمثال الثمانية الخالدين في مدينة بنغلاي، شاندونغ

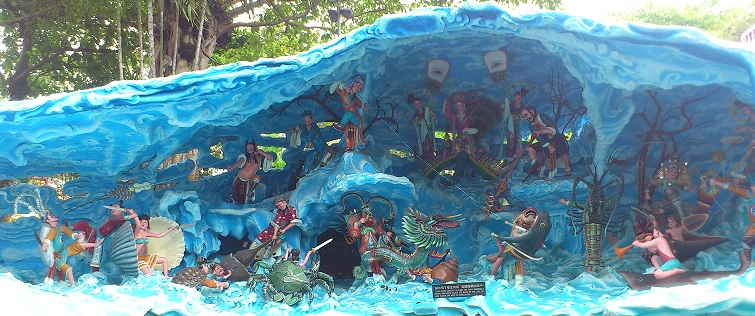
ديوراما في هاو بار فيلا، سنغافورة، تصور المعركة بين الثمانية الخالدين وقوات ملك التنين في بحر الشرق.

في الصين الحديثة، لا يزال الثمانية الخالدون موضوعًا شائعًا في العمل الفني. لا تزال اللوحات والفخار والتماثيل شائعة في البيوت في جميع أنحاء الصين وحتى تكتسب بعض الشعبية في جميع أنحاء العالم.
تم إنتاج العديد من الأفلام حول الثمانية الخالدين في الصين في السنوات الأخيرة.